# Theodosios (III.)

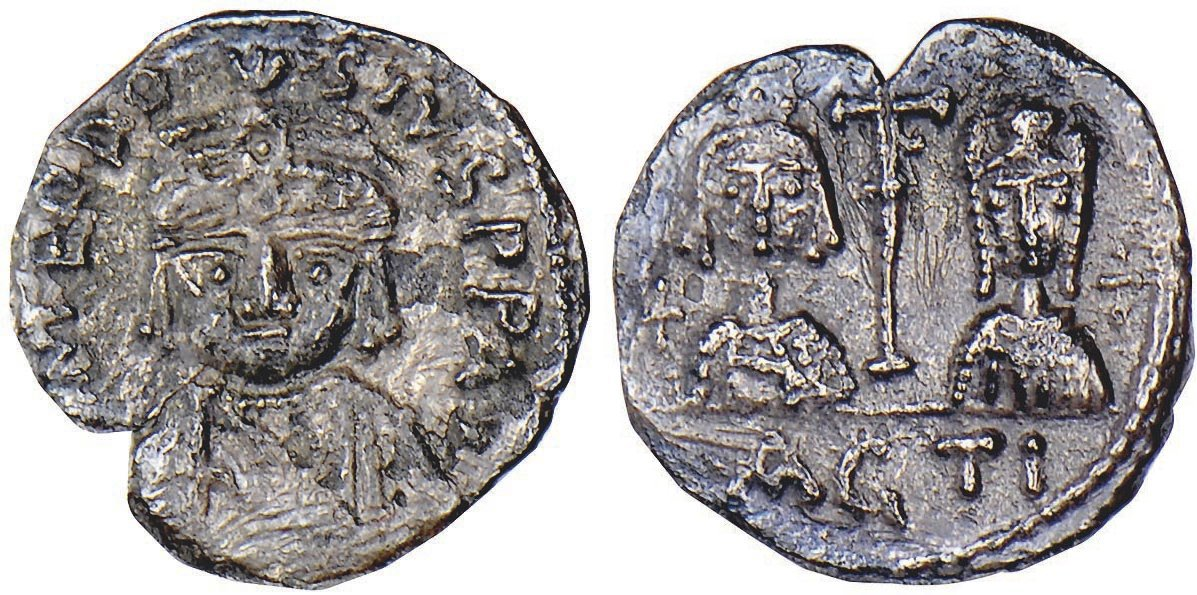
Halbsiliqua des Theodosios.

Theodosios (altgriechisch Θεοδόσιος, lateinisch Theodosius; * 4. August 583 in Konstantinopel; † nach 27. November 602 in Chalkedon?) war der älteste Sohn des oströmischen Kaisers Maurikios und seiner Frau Constantina.

## Leben
Bereits seit 587 Caesar, wurde Theodosios am 26. März 590 zum Augustus erhoben. In der Datierungsformel einer Synode des Jahres 595 in Rom wird er explizit als Mitkaiser genannt. 597 verfügte Maurikios, Theodosios solle nach seinem Tod der Augustus des römischen Ostens werden, sein jüngerer Bruder Tiberios der des Westens. Doch dazu kam es nie. Seit November 601 (oder Februar 602) war Theodosios mit einer Tochter des patricius Germanus verheiratet, die möglicherweise seine Cousine war.
Während der Balkanfeldzüge vertrat Theodosios seinen Vater Maurikios zeitweise als nomineller Regent in Konstantinopel. Dort rettete ihn sein Schwiegervater Germanus am 6. Februar 602 vor einer wegen Lebensmittelrationierungen aufgebrachten Volksmenge. Als später im Jahr die Armee des magister militum per Thracias revoltierte, sollte Maurikios anfangs zur Abdankung gezwungen werden, um so den Thron für Theodosios frei zu machen. Er wäre somit der erste purpurgeborene Kaiser seit Theodosius II. gewesen. Doch Theodosios hielt seinem Vater die Treue. Stattdessen erhoben die Truppen daher Phokas zum Kaiser, der Theodosios, der sich zunächst auf das asiatische Ufer absetzen konnte, vermutlich kurz nach seinen jüngeren Brüdern und seinem Vater noch im Herbst 602 hinrichten ließ. Unter den abgeschlagenen Köpfen, die Phokas auf dem Hebdomon vor Konstantinopel zur Schau stellen ließ, fehlte aber jener des Theodosios, weshalb sich laut Theophanes das Gerücht verbreitete, er sei entkommen.
Der persische Großkönig Chosrau II., der wegen dessen Unterstützung gegen einen Usurpator gute Beziehungen zu Maurikios gepflegt hatte und von diesem vielleicht sogar adoptiert worden war, nutzte das Legitimationsdefizit des neuen Kaisers aus und erklärte dem Oströmischen Reich den Krieg. Er behauptete, Theodosios sei an seinen Hof geflohen, und ihm würde nun mit persischer Hilfe wieder zum Thron verholfen werden. Nach (Pseudo-)Sebeos wurde der Prätendent 603 in Edessa von den Truppen des rebellischen magister militum per Orientem Narses (erneut) zum Kaiser proklamiert und anschließend in Chosraus Obhut übergeben. Dass Theodosios tatsächlich dem Massaker entkommen konnte, wie etwa James Howard-Johnston und Christian Rollinger annehmen, ist nicht auszuschließen; möglich ist aber auch, dass Chosrau eine Person als Theodosios ausgab. 608 begleitete der angebliche Sohn des Maurikios eine persische Armee nach Armenien und bekräftigte bei der Übergabe der Stadt Theodosiopolis (Karin) seinen Thronanspruch. Auch nach dem Sturz des Phokas hielt Chosrau gegenüber einer Gesandtschaft dessen Nachfolgers Herakleios offiziell an seiner Absicht fest, Theodosios als legitimen römischen Kaiser einzusetzen. Nach 611 verliert sich dann aber seine Spur, offenbar weil der Perserkönig aufgrund der Erfolge seiner Truppen seine Strategie änderte, den Prätendenten fallen ließ und nunmehr die Eroberung des römischen Orients anstrebte.

## Münzen
Theodosios fehlt in der regulären Münzprägung des Maurikios, mit drei Ausnahmen: die Kupfer-Nummi der Chersoner Prägestätte, die ihn zusammen mit seinen Eltern zeigen, eine Siliqua-Ausgabe der Prägestätte in Karthago, die offensichtlich 591/592 anlässlich seiner Proklamation zum Mitkaiser geschlagen wurde, sowie ein um 597/98 ebenfalls in Karthago geprägter Solidus.

## Schriftquellen
- Chronicon Paschale 284–628. Übersetzt von Mary und Michael Whitby. Liverpool University Press, Liverpool 1989, ISBN 0-85323-096-X.
- The Armenian History Attributed to Sebeos (= Translated Texts for Historians). Übersetzt von Robert W. Thomson und kommentiert von James Howard-Johnston. 2 Bände, Liverpool University Press, Liverpool 1999, ISBN 0-85323-564-3 (mit neuer Kapitelzählung).
- The Chronicle of Theophanes Confessor. Byzantine and Near Eastern history AD 284–813. Übersetzt und kommentiert von Cyril Mango und Roger Scott. Clarendon Press, Oxford 1997, ISBN 0-19-822568-7.
- The History of Theophylact Simocatta. Übersetzt von Mary und Michael Whitby. Clarendon Press, Oxford 1986, ISBN 0-19-822799-X.